# Никола Мечкарев
Никола Стоянов Мечкарев е български разузнавач и контраразузнавач, достигнал звание полковник. Председател на Калоферската културно-просветна дружба в София.

## Детство и юношество
Никола Мечкарев е роден в гр. Калофер в бедно, многодетно семейство, занимаващо се със земеделие. Има шест братя и три сестри. Основното си образование завършва в Калофер, а средното – в техникум в гр. Карлово.

## Разузнаване
По време на военната си служба е избран за разузнавач на ДС в Италия. Той е първият български разузнавач проникнал на самолетоносач и подводница на НАТО. След като бива разкрит и осъден на смърт в Италия, успява да избяга и да се върне в родната България, където започва работа като директор на контраразузнаването по направление Италия във Второ главно управление на МВР-ДС до пенсионирането си през 1990 г.

## Обществена дейност
В родния си град е известен като „бати Колю“ или „чичо Колю“. Той е председател на Калоферската културно-просветна дружба в София, какъвто остава до смъртта си през 2015 г. Като такъв има огромни заслуги за преиздаването на книгата, написана от акад. Никола Начов „Калофер в миналото“, издаването на книгата на проф. Лалю Радулов „Калофер през 20 век“, издигането на барелеф на акад. Никола Начов в Калофер, построяването и реновирането на изворна чешма „Чучурката“ в родния си град и много други дейности за благото на града и жителите му. Участва и организира дарителски кампании за културно-просветни цели за родния си град Калофер. Възобновява и провеждането на т.нар. „Калоферски вечери“ в София.

## Личен живот
Заедно със съпругата си д-р Пепи Мечкарева (поч. 1996) имат две дъщери. Едната загива при пътен инцидент на 18-годишна възраст, а другата, Йовка, работи към Министерство на Отбраната. полк. Мечкарев има един внук и един правнук.
На 16 май 2015 г., след тежко боледуване, почива в дома си в София на 77-годишна възраст.

## Издания
През 2014 г. полк. Никола Мечкарев издава своя автобиографична книга – Изповед вместо Автобиография и я подарява на свои близки и приятели като спомен за него.